# Fog of War (datorspelsterm)
För andra betydelser, se Fog of War.
Fog of War är ett uttryck som används av de som programmerar- och de som spelar datorspel. I den betydelsen är det områden på bildskärmen som göms för spelaren så att saker kan hända i spelet utan spelarens vetskap. 

## Spelexempel
Här nedanför finns några exempel på hur effekten används. Från vänster till höger:
- Klassisk Fog of War med vanlig (ser), mörk (har sett) och svart (har aldrig sett) spelplan.
- Spelplan med enbart gråtonad (osedd) eller spelplan man ser just nu.
- Fog of War där svart tonas direkt mot den sedda delen av spelplanen.
- Fog of War med ficklampseffekt i plattformsspel.

Exempel från spel som använder Fog of War
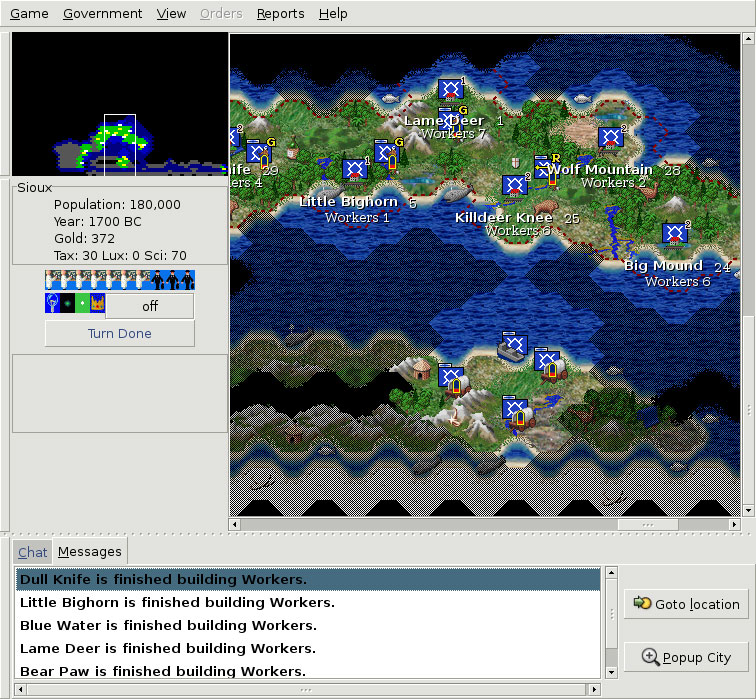
Freeciv
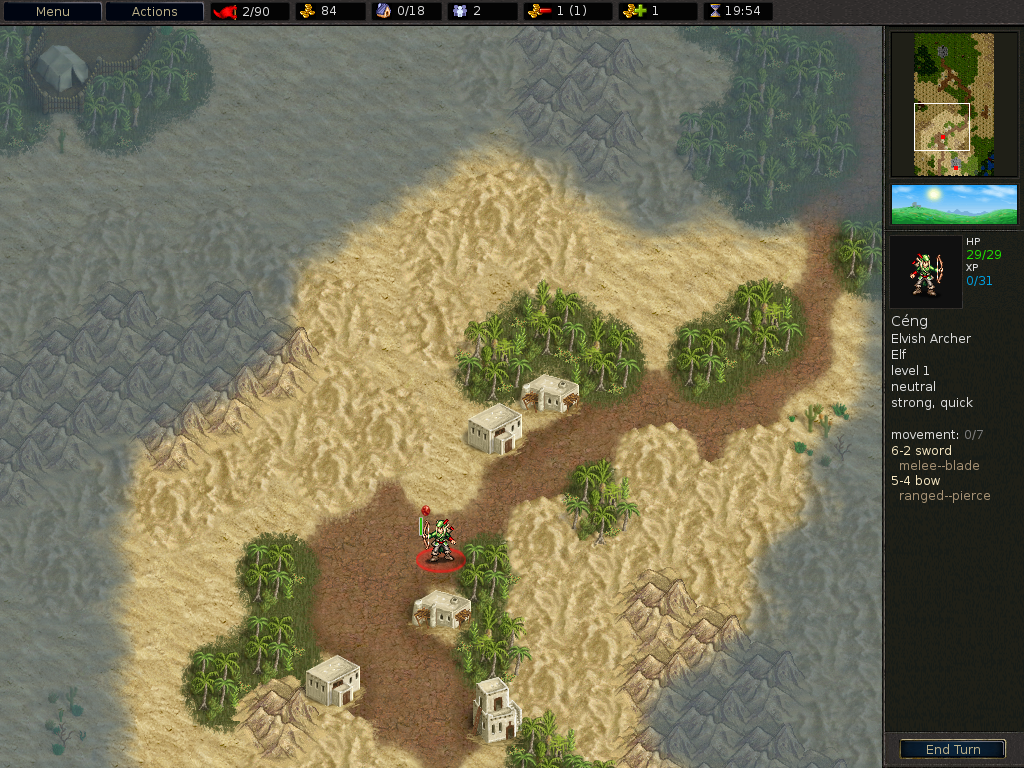
Kampen om Wesnoth

## Form
I sin enklaste form har Fog of War tre olika lägen:
- Svart, vilket innebär att den delen av spelplanen aldrig setts av spelaren
- Blå eller gråtonad spelplan, vilket innebär att spelaren har sett spelplanen vid tidigare tillfälle, men ser inte den delen just nu.
- Vanlig färg, spelaren ser den delen av spelplanen just nu

Det finns andra varianter av Fog of War effekter, till exempel "ficklampseffekten" när det verkar som om spelaren är belyst av en lampa medan resten av spelplanen är svart.

## Spel
Effekten användes i mycket stor utsträckning förr i spel baserade på 2D teknik: Starcraft, Age of Empires och Warcraft II, bara för att nämna några. I spelvärldar som baseras på 3D-miljö fungerar det inte lika bra. Då används istället andra tekniker där bakgrunden tonas ut och får sämre upplösning baserat på avståndet från spelaren, så kallad ritningsavstånd eller Draw Distance. Man kan ofta öka avståndet man kan se ifrån i 3D-baserade spel på t.ex. en PC med tillräckligt kraftfulla komponenter. 
I 3D-baserade spel används oftast effekten för 2D-kartor, som i t.ex. The Elder Scrolls III: Morrowind, där Fog of War-effekten används i spelets 2D-karta för att visa områden du inte har besökt i 3D-världen ännu.